# Nyilas Misi Tehetségtámogató Egyesület
A Nyilas Misi Tehetségtámogató Egyesület egy Kolozsváron bejegyzett, egész Erdély területén működő nonprofit, fiatal tehetségeket támogató szervezet.

## Története
Az Egyesület 2004-ben alakult. Alapító tagok: Péntek János, Berszán István, Keresztes-Szőke Erzsébet, Somai József, É. Kiss Katalin, Gál Dávid, Adorján Piroska. Az Egyesületet kilenc tagú kuratórium vezeti.

## Tevékenysége
Az egyesület célja, hogy  minél több, nehéz helyzetben élő erdélyi, magyarul tanuló, tehetséges gyermek számára anyagi támogatást nyújtson ösztöndíj formájában, és legalább érettségiig segítse tanulmányaikat.
A 2022/2023-as támogatási évben több mint háromszáz támogató biztosítja a közel kétszáz Tehetségtámogató Programban részt vevő általános- és középiskolai tanuló, és közel száz Barátság Programban részt vevő egyetemi hallgató ösztöndíját.
Az Egyesület bejegyzése óta több mint 1500 romániai magyar fiatal támogatását szervezte.
Az ösztöndíj-támogatás nem csak egy évre szól: ha egy tanuló a programba sikeresen felvételt nyert, érettségiig ösztöndíjas maradhat. És ha támogatója vállalja, érettségit követően is, mindaddig míg tanul.
Tehetségtámogató Programban az ösztöndíj összege havi 27 ezer forint. Barátság Programban a támogatás összege kötetlen.